# Paradise (NiziU의 노래)
〈Paradise〉(파라다이스, パラダイス)는 일본의 걸 그룹 NiziU의 다섯 번째 싱글이다. 2023년 3월 8일에 발매됐다. 

## 개요
2022년 12월 18일에 NiziU의 돔 공연 ‘NiziU Live with U “Burn it Up”’의 오사카 공연의 앵콜 무대에서 도호 배급 영화 “도라에몽 노비타와 하늘의 유토피아”의 주제가는 신곡 ‘Paradise’가 된다는 것이 발표됐다. 무대에 도라에몽과 노비타(한국어 이름은 노진구)가 등장했으며, 주제가를 사용한 영화 최신 예고편이 공개됐다. 또한, NiziU가 영화 주제가를 담당하는 것은 이번 노래가 처음이다. 또, 도라에몽 극장판의 주제가를 21세기생이 맡게 되는 것도 처음이다.
2023년 1월 7일에 발매일이 2023년 3월 8일로 결정이 발표됐으며, 작곡 및 프로듀서가 스트레이 키즈의 방찬, 창빈, 한의 세 명인 것도 발표됐다.

## 수록 내용
| #  | 제목                        | 재생 시간 |
| -- | --------------------------- | --------- |
| 1. | 〈Paradise〉                |           |
| 2. | 〈Paradise -Instrumental-〉 |           |

| #  | 제목                                         | 재생 시간 |
| -- | -------------------------------------------- | --------- |
| 1. | 〈「Paradise」Jacket Shooting Making Movie〉 |           |